# Иваново (Тульская область)
Иваново — деревня в Белёвском районе Тульской области России. Население - 188 человек (2021).
В рамках административно-территориального устройства является центром Ивановского сельского округа Белёвского района, в рамках организации местного самоуправления входит в сельское поселение Левобережное.

## География
Расположена в 13 км к северу от районного центра, города Белёва, и в 101 км к юго-западу от областного центра. 

## Население
| 2002 | 2010 |
| ---- | ---- |
| 250  | ↘226 |